# 琴姬七变化
《琴姬七变化》（日语：琴姫七変化）是日本的电视剧（時代劇）。读卖电视台制作，在日本电视台于1960年12月31日至1962年12月29日播放，共105集。大塚制药獨家贊助。放送時間为毎週土曜19:00 - 19:30（JST）。
主演松山容子，日本電波映画制作。

## 介绍
德川將軍的女兒琴姫是劍術高手，可是她不喜歡現在的生活方式，就離開城堡外出旅行。中途她会扮演不同身份，如美少年、少年侍從、賭徒和藝人等。暗中幫助被欺壓的平名百姓铲奸除恶。

## 脚注
1. 1 2  . テレビドラマデータベース.   [2014-05-02]. （原始内容存档于2015-12-08）.